# Vô độ
Vô độ (tên Tiếng Anh: Insatiable) là loạt phim truyền hình trực tuyến hài kịch đen-chính kịch của Mỹ được tạo ra bởi Lauren Gussis, với sự tham gia của hai ngôi sao Dallas Roberts và Debby Ryan. Phim được dựa trên bài viết The Pageant King of Albabam của Jeff Chu được xuất bản trên tạp chí The New York Times vào tháng 7 năm 2014. Mùa đầu tiên của phim được công chiếu trên nền tảng chiếu phim trực tuyến Netflix vào ngày 10 tháng 8, 2018. Tháng 9 cùng năm, loạt phim được thông báo sẽ tiếp tục sản xuất mùa thứ hai, được ấn định ra mắt vào ngày 11 tháng 10, 2019. Vào tháng 2 năm 2020, Netflix bất ngờ thông báo sẽ kết thúc phần phim sau hai mùa.

## Nội dung
Bộ phim là hành trình hài hước theo chân Patty Bladell (do Debby Ryan thủ vai) và Bob Armstrong (do Dallas Roberts thủ vai) trong cuộc chinh chiến tại trường đấu sắc đẹp. Patty là một nữ sinh thường xuyên bị bắt nạt tại trường vì cân nặng quá khổ của mình. Còn Bob lại là một luật sư dân sự đang bị thất nghiệp và có một nỗi ám ảnh cực lớn với những cuộc thi sắc đẹp. Cả hai quyết định cùng nhau hợp tác tham gia vào các cuộc thi sắc đẹp để vừa thỏa mãn nỗi ám ảnh của Bob đồng thời trả thù những kẻ bắt nạt cũ của Patty. Bộ phim không chỉ cho ta thấy được những khía cạnh hài hước của hai thầy trò mà còn cho ta thấy được những góc khuất đen tối của các đấu trường nhan sắc. Ngoài ra, phim còn đề cập đến các vấn đề về nạn body-shaming (chế giễu ngoại hình) và đồng tính luyến ái.

## Diễn viên

### Nhân vật chính
- Dallas Roberts vai Robert "Bob" Armstrong Jr.[1]
- Debby Ryan vai Patricia "Patty" Bladell[1]
- Christopher Gorham vai Robert "Bob" Barnard[1]
- Sarah Colonna vai Angie Bladell[1]
- Erinn Westbrook vai Magnolia Barnard[1]
- Kimmy Shields vai Nonnie Thompson[1]
- Michael Provost vai Brick Armstrong[1]
- Irene Choi vai Dixie Sinclair[1]
- Alyssa Milano vai Coralee Huggins-Armstrong[7]
- Arden Myrin vai Regina Sinclair (mùa 2; nhân vật phụ mùa 1)[1][8]

### Nhân vật phụ
- Daniel Kang vai Donald Choi
- Chloe Bridges vai Roxy Buckley
- Beverly D'Angelo vai Stella Rose Buckley
- Jordan Gelber vai Cảnh sát trưởng Hank Thompson[9]
- James Lastovic vai Christian Keene (mùa 1; khách mời mùa 2)[9]
- Christine Taylor vai Gail Keene
- Michael Ian Black vai Pastor Mike Keene
- Carly Hughes vai Etta Mae Barnard
- Ashley D. Kelley vai Deborah "Dee" Marshall
- Alex Landi vai Henry Lee (mùa 2)[10]
- Vincent Rodriguez III vai Thanh tra Rudy Cruz (mùa 2)[11]
- Caroline Pluta vai Heather Kristina Pamela Kendall Jackson Johnson (mùa 2)
- Brett Rice vai Robert Armstrong Sr.
- Jon Lovitz vai Cha Schwartz
- Robin Tunney vai Brandylynn Huggens
- Drew Scheid vai Gary / Đứa trẻ
- William Baldwin (mùa 1) / Dana Ashbrook (mùa 2) vai Gordy Greer
- Gloria Diaz vai Gloria Reyes (mùa 2)[12]
- Tommy Dorfman vai Jonathan (mùa 2)
- Katherine Manchester vai Becky (mùa 2)
- Shannon DeVido vai Shannon (mùa 2)
- Lance Bass vai Brazen Moorehead (mùa 2)
- Lucius Baston vai Warden Winters (mùa 2)

## Tập phim
| Mùa | Mùa | Số tập | Số tập | Phát hành gốc        | Phát hành gốc        |
| --- | --- | ------ | ------ | -------------------- | -------------------- |
|     | 1   | 12     | 12     | 10 tháng 8 năm 2018  | 10 tháng 8 năm 2018  |
|     | 2   | 10     | 10     | 11 tháng 10 năm 2019 | 11 tháng 10 năm 2019 |

### Mùa 1 (2018)
| TT. tổng thể | TT. trong mùa phim | Tiêu đề                                    | Đạo diễn        | Biên kịch                       | Ngày phát sóng gốc  |
| ------------ | ------------------ | ------------------------------------------ | --------------- | ------------------------------- | ------------------- |
| 1            | 1                  | "Tập thử nghiệm"                           | Andrew Fleming  | Lauren Gussis                   | 10 tháng 8 năm 2018 |
| 2            | 2                  | "Em gầy em có quyền"                       | Andrew Fleming  | Lauren Gussis & Jace Richdale   | 10 tháng 8 năm 2018 |
| 3            | 3                  | "Hoa hậu cao bồi cưỡi ngựa không yên"      | Andrew Fleming  | Kari Drake & Craig Chester      | 10 tháng 8 năm 2018 |
| 4            | 4                  | "WMBS"                                     | Maggie Kiley    | Danielle Hoover & David Monahan | 10 tháng 8 năm 2018 |
| 5            | 5                  | "Bikini và đồ đáng ghét"                   | Andrew Fleming  | Lauren Gussis & Andrew Green    | 10 tháng 8 năm 2018 |
| 6            | 6                  | "Nhúng là xong"                            | Brian Dannelly  | Kari Drake & Jace Richdale      | 10 tháng 8 năm 2018 |
| 7            | 7                  | "Hoa hậu Chúa Jesus nhiệm màu"             | Lev L. Spiro    | Danielle Hoover & David Monahan | 10 tháng 8 năm 2018 |
| 8            | 8                  | "Wiener hay kẻ thắng và người thua"        | Andrew Fleming  | Lauren Gussis & Jenina Kibuka   | 10 tháng 8 năm 2018 |
| 9            | 9                  | "Kitty xấu xa"                             | Steven Tsuchida | Jace Richdale                   | 10 tháng 8 năm 2018 |
| 10           | 10                 | "Khoai chuối bên nhau"                     | Elodie Keene    | Tim Schlattmann                 | 10 tháng 8 năm 2018 |
| 11           | 11                 | "Ai mạnh người đó thắng. Không nói nhiều." | Lev L. Spiro    | Lauren Gussis & Michael Ellis   | 10 tháng 8 năm 2018 |
| 12           | 12                 | "Có sao việc xấu lại xảy đến"              | Andrew Fleming  | Lauren Gussis & Jace Richdale   | 10 tháng 8 năm 2018 |

### Mùa 2 (2019)
| TT. tổng thể | TT. trong mùa phim | Tiêu đề                     | Đạo diễn       | Biên kịch                      | Ngày phát sóng gốc   |
| ------------ | ------------------ | --------------------------- | -------------- | ------------------------------ | -------------------- |
| 13           | 1                  | "Lợn"                       | Andrew Fleming | Lauren Gussis                  | 11 tháng 10 năm 2019 |
| 14           | 2                  | "Cô gái đã chết"            | Brian Dannelly | Rick Cleveland                 | 11 tháng 10 năm 2019 |
| 15           | 3                  | "Ác giả ác báo"             | Damian Marcano | Scott King                     | 11 tháng 10 năm 2019 |
| 16           | 4                  | "Patty có độc"              | Andrew Fleming | Lauren Gussis & Andrew Fleming | 11 tháng 10 năm 2019 |
| 17           | 5                  | "Đi tìm Magnolia"           | Brian Dannelly | Jessica Watson                 | 11 tháng 10 năm 2019 |
| 18           | 6                  | "Ăn và chạy"                | Ryan Shiraki   | Lisa Parsons                   | 11 tháng 10 năm 2019 |
| 19           | 7                  | "Toàn người Brazil"         | Nancy Hower    | Gil Hizon                      | 11 tháng 10 năm 2019 |
| 20           | 8                  | "Xinh đẹp trong tù"         | Suzi Yoonessi  | Michael Ellis                  | 11 tháng 10 năm 2019 |
| 21           | 9                  | "Quả bom của quý cô"        | Brian Dannelly | Roxy Röckenwagner              | 11 tháng 10 năm 2019 |
| 22           | 10                 | "Khai phá toàn bộ bản thân" | Andrew Fleming | Lauren Gussis & Rick Cleveland | 11 tháng 10 năm 2019 |

## Sản xuất
Tập phim khởi đầu của loạt phim được mua bởi The CW, nhưng sau đó, nó được chuyển sang cho Netflix. Loạt phim được quay tại Newnan, Georgia. Mùa thứ hai được quay từ khoảng đầu tháng 3 năm 2019 đến cuối tháng 6 năm 2018 chỉ với 10 tập, ít hơn hai tập so với mùa đầu tiên. Tuy nhiên, sau hai mùa phim, ngày 14 tháng 2, 2020, loạt phim được thông báo sẽ kết thúc sau hai mùa bởi Netflix.

## Phát hành
Vào ngày 12 tháng 7, 2018, đoạn phim quảng cáo của phim được phát hành. Mùa đầu tiên của Vô độ được ra mắt trên Netflix vào ngày 10 tháng 8, 2018.

### Quảng bá
Vào ngày 10 tháng 7, 2018, Netflix ra mắt đoạn quảng cáo cùng với hình ảnh đầu tiên từ loạt phim.

### Tranh cãi
Trước khi loạt phim được phát hành, ngày 24 tháng 7, 2018, tờ The Guardian đã đưa tin về sự việc có hơn 100,000 người đã ký tên vào một đơn kiện trực tuyến trên Change.org để kiến nghị, kêu gọi Netflix hủy bỏ loạt phim Vô độ với cáo buộc rằng bộ phim là "một sự kỳ thị đối với những người béo phì - fat shaming" vào ngày 20 tháng 7 năm 2018. Trước những sự cáo buộc đó, Lauren Gussis, người tạo ra bộ phim đã lên tiếng bảo vệ loạt phim của mình, cô nói rằng đây hoàn toàn dựa trên những điều mà chính bản thân cô đã từng trải qua khi còn là một thiếu niên. Bên cạnh đó, nữ diễn viên Alyssa Milano của loạt phim cũng đăng bài trên Twitter, khẳng định rằng "Chúng tôi không kỳ thị Patty... Chúng tôi đang giải quyết nó (qua sự hài hước) từ những thiệt hại xảy ra từ việc dè bỉu người béo phì." Tính đến ngày 27 tháng 8 năm 2018, con số người ký tên vào biên bản đã tăng lên hơn 230,000 chữ ký.

## Tiếp nhận
Loạt phim được đánh giá đánh giá với số điểm khá kém là 11% với 56 lời nhận xét, tương đương với mức 2,68/10 trên trang phê bình phim ảnh Rotten Tomatoes. Những nhà phê bình đồng tình cho rằng: "Phần định kiến thừa thải, các vấn đề xã hội được đề cập một cách vụng về và những nỗ lực nhận thức về vấn đề không thành công đã khiến Vô độ trở thành một tác phẩm sáo rỗng." Trên trang Metacritic, bộ phim tiếp tục nhận về phần đánh giá không khả quan là 25 trên thang điểm 100 từ 15 bài phê bình, thể hiện sự đánh giá "không thuận lợi nói chung".
Trong các bài đánh giá mang thiên hướng tiêu cực, Tim Goodman từ tờThe Hollywood Reporter đã gọi loạt phim là "tầm thường", "nhạt nhẽo" và "một mớ lộn xộn đầy khó chịu", trong khi Jen Chaney từ tạp chí Vulture đã cho rằng loạt phim là một "vụ đắm tàu về cơ hội cho vấn đề bình đẳng giới" với đầy những câu nói đùa thô lỗ về nạn hiếp dâm, ấu dâm và những định kiến phản cảm về người Mỹ gốc Phi, người thuộc Cơ đốc giáo, người da trắng miền Nam Hoa Kỳ và những người đồng tính.
Nhà phê bình Linda Holmes của NPR đã nói rằng bộ phim đã cố tình hiểu sai về thực tế của những người nặng cân cũng như là những nỗi lo lắng của họ như bản thân cô; thể hiện sự tranh cãi về việc người béo cần được tôn trọng và đối xử tử tế: "Tôi xin đảm bảo với bạn: Đó không phải là sự châm biếm. Vô độ là một sự châm biếm giống như cách một người hét lên những lời tục tĩu ngoài cửa kính xe hơi là một nhà thơ nhiều lời."
Tác giả Roxane Gay thì phê bình loạt phim là "lười nhác" và "đầy xúc phạm" trên trang Refinery29, "Tội lỗi lớn nhất của Vô độ chính là sự thiếu thốn về trí tưởng tượng đầy sâu sắc. Loạt phim không thể hình dung rằng một người đàn ông thẳng có thể thực sự yêu thích các cuộc thi và huấn luyện những cô gái trẻ và trở nên an toàn với sự nam tính của mình,hoặc là một cô gái đồng tính có thể yêu bản thân cô ấy đủ để không rơi vào lưới tình của người bạn thân dị tính của cô ấy, hay cũng có thể là một cô gái thừa cân có thể cảm thấy hạnh phúc, khỏe mạnh và phát triển mà không giảm cân. Loạt phim không dám xây dựng được một viễn cảnh mà chính những người khác gặp vấn đề khi nhân vật Patty bị thừa cân chứ không phải bản thân cô có vấn đề. Bộ phim cũng không thể nghĩ rằng có lẽ cách sâu sắc nhất để Patty có được sự trả thù chính là yêu bản thân chính mình dù ở nó ở bất kỳ kích thước, cân nặng nào."
Trong buổi phỏng vấn với Variety, nữ diễn viên chính Debby Ryan đã nói rằng cô đã nghe chương trình phát thanh về các tự tin và yêu bản thân "She's All Fat" để chuẩn bị cho vai diễn của cô. Qua tài khoản trên nền tảng Twitter, hai người dẫn chương trình phát thanh của "She's All Fat" Sophia Carter-Kahn và April K. Quioh cũng đã lên tiếng rằng: "Chúng tôi không chắc rằng chương trình của mình sẽ có thể truyền cảm hứng cho một nữ diễn viên thon gọn có thể mặc lên mình một vai diễn nặng cân như thế nào vì chúng tôi đã thảo luận rất lâu về cách mà điều này có thể gây tổn thương cho cộng đồng người bị béo phì."